# Heracleum grandiflorum
Heracleum grandiflorum är en flockblommig växtart som beskrevs av John Stevenson och Friedrich August Marschall von Bieberstein. Heracleum grandiflorum ingår i släktet lokor, och familjen flockblommiga växter. Inga underarter finns listade i Catalogue of Life.